# Edoardo Monteforte

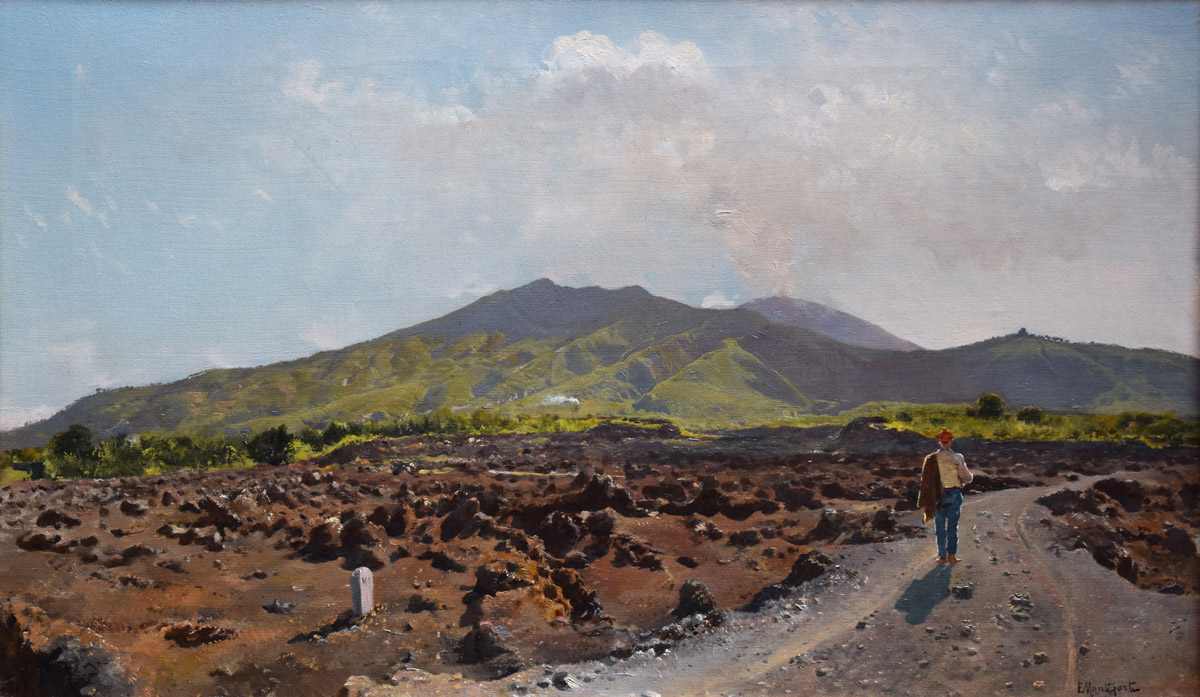

Edoardo Monteforte (Polla, 6 marzo 1849 – Napoli, 1932) è stato un pittore italiano.

## Biografia
Si iscrisse all'Accademia di belle arti di Napoli nel 1862, dove studiò con Achille Carrillo e Gabriele Smargiassi. Fin dall'inizio si dedicò a paesaggi e marine, ad olio e ad acquerello con effetti luministici.
Nel 1870, iniziò a esporre regolarmente alla "Società per la promozione delle belle arti". Nel 1877 a Napoli, espose: Domenica d'ottobre Vicino a Pompei e due acquerelli intitolati: Sulla spiaggia e Inverno . Nel 1881 a Milano espose Parco Spinelli, Ritorno dalla pesca e Ritorno da Sorrento. All'Esposizione del 1883 a Milano espose Vento fresco, La marina di Sorrento e La costa di Sorrento. Nel 1884 a Torino espose Ritorno dalla pesca; Monte Scutari e Mattino nel bosco. Gran parte della sua opera fu acquistata da collezionisti francesi e inglesi.
Inviò inoltre opere alle mostre di Melbourne (1880) e Berlino (1883). Dopo un viaggio in Egitto dipinse numerosi soggetti orientalisti , tra cui La sera sull'Alto Nilo e Tomba del Califfo al Cairo, esposta nel 1898 a Torino.